# Атратское сельское поселение
Атра́тское се́льское поселе́ние (чув. Атрать ял тӑрӑхӗ) — муниципальное образование в Алатырском районе Чувашии Российской Федерации.
Административный центр — село Атрать.

## История
Статус и границы сельского поселения установлены Законом Чувашской Республики от 24 ноября 2004 года № 37 «Об установлении границ муниципальных образований Чувашской Республики и наделении их статусом городского, сельского поселения, муниципального района и городского округа».

## Население
| 2010  | 2012  | 2013  | 2014  | 2015  | 2016  | 2017  |
| ----- | ----- | ----- | ----- | ----- | ----- | ----- |
| 1490  | ↘1415 | ↘1385 | ↘1322 | ↘1280 | ↘1265 | ↘1262 |
| 2018  | 2019  | 2020  | 2021  |       |       |       |
| ↘1246 | ↘1212 | ↘1182 | ↘1136 |       |       |       |

## Состав сельского поселения
| № | Населённый пункт  | Тип населённого пункта       | Население |
| - | ----------------- | ---------------------------- | --------- |
| 1 | Алтышево-Люльский | посёлок                      | →12       |
| 2 | Атрать            | посёлок                      | ↘800      |
| 3 | Атрать            | село, административный центр | ↘530      |
| 4 | Юность            | посёлок                      | →0        |

## Организации
На территории сельского поселения расположен районный стадион «Звёздный».